# Sephanoides
Sephanoides es un género de aves apodiformes perteneciente a la familia Trochilidae que agrupa apenas a dos especies que anidan en el suroeste de América del Sur, desde el centro de Chile hasta Tierra del Fuego, en el extremo sur de Argentina y Chile, y en el Archipiélago Juan Fernández. A sus miembros se les conoce por el nombre común de colibríes o picaflores.

## Etimología
El nombre genérico masculino «Sephanoides» proviene del nombre específico Orthorhynchus sephaniodes que por su vez se compone de las palabras del griego «stephanē» que significa ‘corona, diadema’, y «oidēs» que significa ‘semejante, que se parece’.

## Características
Los colibríes de este género miden respectivamente 12 y 9,5 cm de longitud. De picos cortos, rectos y negros. El macho de fernandensis completamente de color castaño rojizo con la corona de resplandeciente color rubí, el macho de sephaniodes mayormente verde bronceado con la misma corona rubí resplandeciente. Las hembras verdes por arriba, fernandensis con la corona azul y sephaniodes con la corona verde bronceado.

## Taxonomía
El género Sephanoides fue propuesto por el ornitólogo británico George Robert Gray en 1840, la especie tipo definida fue Orthorhynchus kingii (originalmente Mellisuga kingii) (Vigors, 1827), en realidad un sinónimo posterior de Orthorhynchus sephaniodes, actualmente S. sephaniodes.

## Lista de especies
Según las clasificaciones del Congreso Ornitológico Internacional (IOC) y Clements Checklist/eBird, el género agrupa a las siguientes especies con el respectivo nombre popular de acuerdo con la Sociedad Española de Ornitología (SEO):
| Imagen | Nombre científico        | Autor                   | Nombre común              | Estado de conservación | Distribución |
| ------ | ------------------------ | ----------------------- | ------------------------- | ---------------------- | ------------ |
|        | Sephanoides sephaniodes  | (Lesson & Garnot), 1827 | colibrí austral           | LC                     |              |
|        | Sephanoides fernandensis | (King), 1831            | colibrí de Juan Fernández | CR                     |              |